# Gioco perverso (film 1968)
Gioco perverso (The Magus) è un film del 1968 diretto da Guy Green.